# Köpings tingsrätt
Köpings tingsrätt var en tingsrätt i Sverige med kansli i Köping. Tingsrättens domsaga  omfattade kommunerna Köping, Arboga, Kungsör, Skinnskatteberg, Hallstahammar och Surahammar Tingsrätten och dess domsaga ingick i domkretsen för Svea hovrätt. Tingsrätten och dess domsaga uppgick 2001 i Västmanlands tingsrätt och domsaga.

## Administrativ historik
Vid tingsrättsreformen 1971 bildades denna tingsrätt i Köping av  häradsrätterna för Åkerbo och Skinnskattebergs tingslag och Snevringe tingslag. Domkretsen bildades av Västmanlands västra domsaga (dock ej Rytterna socken) samt en del ur Östernärkes domsagas tingslag. 1971 omfattade domsagan Köpings, Arboga, Kungsörs, Skinnskattebergs, Hallstahammars och Surahammars kommuner.  Tingsplats var Köping och till 1996 Kolbäck.
1 april 2001 upphörde Köpings tingsrätt och domsaga och uppgick då i Västmanlands tingsrätt och domsaga. 

## Lagmän
- 1971–1975 Jerker Utterström
- 1975–1984 Nils-Göran Lejefors
- 1985-1990: Carl-Oscar Larson
- 1991-2001: Urban Sandén